# Hans Vogt (Komponist, 1911)
Hans Vogt (* 14. Mai 1911 in Danzig; † 19. Mai 1992 in Metterich, Eifel) war ein deutscher Komponist sowie Theater- und Konzertdirigent.

## Leben
Vogt studierte von 1929 bis 1934 an der Preußischen Akademie der Künste in Berlin bei Georg Schumann (Meisterklasse für Komposition) und Otto Frickhoeffer. Sein Staatsexamen absolvierte er an der Berliner Akademie für Kirchen- und Schulmusik. 1934 war er als Pianist, Cellist und Dirigent in Minden tätig. Ab 1935 war er Kapellmeister am Stadttheater Bielefeld und anschließend in Detmold. 1937 trat er der NSDAP bei (Mitgliedsnummer 5.653.178). Von 1938 bis 1944 war er zunächst Kapellmeister am Stralsunder Theater und dann städtischer Musikdirektor in Stralsund, wo er seit 1938 zusätzlich als Obmann der Reichstheaterkammer tätig war.
Im Jahr 1944 wurde Vogt zum Militärdienst eingezogen und geriet 1945 in sowjetische Kriegsgefangenschaft, aus der er 1949 nach Deutschland zurückkehrte.
In der Nachkriegszeit lebte Vogt zunächst ab 1949 als freischaffender Komponist in seinem Wohnort Neckargemünd. Von 1951 bis 1978 leitete Vogt als Dozent eine Kompositionsklasse an der Musikhochschule Mannheim-Heidelberg. 1971 wurde er zum Professor ernannt.
Vogt komponierte zwei Opern (Die Stadt hinter dem Strom nach dem Roman von Hermann Kasack, uraufgeführt 1955 in Wiesbaden, und die 1964 in Mannheim uraufgeführte Athenerkomödie nach einem Text von Christopher Middleton nach einem Fragment von Menander), eine Sinfonie, zwei Orchesterkonzerte, zwei Klavierkonzerte, je ein Konzert für Violine und Violoncello sowie ein Konzert für Bratsche und Kammerorchester, kammermusikalische Werke, ein Oratorium, eine Passionsmusik, eine Kantate, ein Magnificat, ein Requiem, Chormusik und Lieder.
Hans Vogt war evangelisch, ab 1940 verheiratet mit Erna Vogt, geborene Ankermann, und hatte zwei Kinder (Marianne und Sebastian).

## Preise und Auszeichnungen
- 1933: Mendelssohn-Preis (Berlin)
- 1955: Robert-Schumann-Preis (Düsseldorf)
- 1959: Kulturpreis
- 1961 und 1969: Prix Reine Elisabeth (Brüssel)
- 1961: Rainer III. (Monaco), benannt nach Rainier III. (Monaco)
- 1967: Johann-Wenzel-Stamnitz-Preis (Ostdeutscher Musikpreis) der Künstlergilde Esslingen
- 1968: Premio Città di Trieste
- 1978–1979: Ehrengast der Villa Massimo in Rom

## Werke

### Bühnenwerke
- Die Stadt hinter dem Strom. Oratorische Oper in 3 Akten. Text von Hermann Kasack nach seinem gleichnamigen Roman. Bärenreiter/Alkor, 1953–1954.
- Athenerkomödie (The Metropolitans). Oper giocosa in einem Akt. Text nach einem Fragment des Menander von Christopher Middleton. Deutsch von Erich Fried und Hans Vogt. Bärenreiter/Alkor, 1962; Neufassung 1987.

### Orchesterwerke und Solokonzerte mit Orchester
- Konzert für mehrchöriges Orchester. Bärenreiter/Alkor, 1950.
- Rhythmische Suite für Streichorchester Bärenreiter/Alkor, 1952.
- Konzert für Klavier und Orchester. Bärenreiter/Alkor, 1955.
- Konzert für Orchester. Bärenreiter/Alkor, 1960.
- Monologe – 4 Stücke für Orchester. Bärenreiter/Alkor, 1964.
- Konzertante Divertimenti für Klavier und Orchester Bärenreiter/Alkor, 1968/1982.
- Azioni Sinfoniche – Sette pezzi in due parte per orchestra. Bote & Bock, 1971.
- Strophen, orchestral und vokal über eine Ode des Horaz, deren Vertonung durch Petrus Tritonius (1507) und ihre Nachdichtung von Eduard Mörike für Orchester und Bariton solo. Bärenreiter/Alkor, 1975.
- Konzert für Violine und Orchester. Bote & Bock, 1981.
- Konzert für Violoncello und Orchester. Bote & Bock, 1981.
- Sinfonie in einem Satz – Dona nobis pacem für Orchester. Bote & Bock, 1984.
- Serenade & Tarantella für konzertierende Bratsche und Kammerensemble Bote & Bock, 1986.
- Tim Finnigan's Wake – Divertimento über ein irisches Lied für (Amateur-)Streichorchester und konzertierende Oboe. Bote & Bock, 1987.
- Gestalten-Szenen-Schatten – Zyklus für Streichorchester. Bärenreiter/Alkor, 1988.
- Apreslude – Musik für großes Orchester (Mezzosopr, ad lib.) in 3 Sätzen nach einem Gedicht von Gottfried Benn. Bote & Bock, 1988.
- …bunte Zonen und glühhelle Pole… – Musik für Orchester. Bote & Bock, 1992.
- Fantasia super „Sollt ich meinem Gott nicht singen?“ für Orgel, 3 Trompeten und 4 Posaunen. Bärenreiter, o.A.

### Vokalwerke

#### Weltliche Vokalwerke
- Masken – lyrische Suite nach Gedichten von Hermann Kasack für Sopran solo, Streichorchester und Schlagzeug. Bärenreiter/Alkor, 1956.
- Vier englische Lieder nach Gedichten von Christopher Fry, W. H. Auden, T. S. Eliot und Gerard M. Hopkins für Sopran solo und Kammerensemble. Mannheimer Musik Verlag, 1957.
- Fabeln des Äsop – Texte nach einer anonymen deutschen Ausgabe des 18. Jahrhunderts. Für gem. Chor, Klarinette, Bass und Schlagzeug. 1959.
- Poems from Herman Moon's London Hour Book nach Gedichten von Christopher Middleton – Zyklus für Vokalquartett und Klavier. 1960.
- Sine Nomine – für Tenor solo, gem. Chor und Orchester nach Gedichten von Gertrud Kolmar und Hermann Kasack. Bärenreiter/Alkor, 1964.
- Drei Madrigale nach Gedichten von W. H. Auden, für gemischten Chor a cappella. Bärenreiter, 1973.
- Strophen, orchestral und vokal über eine Ode des Horaz, deren Vertonung durch Petrus Tritonius (1507) und ihre Nachdichtung von Eduard Mörike für Orchester und Bariton solo. Bärenreiter/Alkor, 1975.
- Drei deutsche Madrigale für gemischten Chor und Schlagzeug. Bärenreiter, 1983–1989.
- Apreslude – Musik für großes Orchester (Mezzosopr. ad lib.) in 3 Sätzen nach einem Gedicht von Gottfried Benn. Bote & Bock, 1988.

#### Geistliche Vokalwerke
- De profundis clamavi ad te, Domine, Psalm 129 für gemischten Chor a cappella. Bärenreiter, 1951.
- Historie der Verkündung – Kammeroratorium für 3 Solo-Frauenstimmen, gem. Chor und 13 Soloinstrumente. Bärenreiter, 1955.
- Ihr Töchter von Jerusalem, weinet nicht über mich – Passionsmusik für Tenor solo, gem. Chor und Schlagzeug. Bärenreiter, 1963.
- Magnificat für Sopran solo, gem. Chor und Orchester. Bärenreiter/Alkor, 1966.
- Requiem für Sopran- und Bass-Solo, gemischten Chor und Schlagzeug. Breitkopf & Härtel, 1969.
- Canticum Simeonis für gemischten Chor und Flöte. Bärenreiter, 1976.
- Historie vom Propheten Jona – Kammeroratorium nach dem alten Testament und Texten von Hilde Domin für gem. Chor, Alt- und Tenor-Solo und 6 Instrumente. Bärenreiter, 1979.
- Drei geistliche Gesänge nach barocken Dichtungen für Bariton und Orgel. Bärenreiter, 1981/1983.

### Kammermusik

#### Kammermusik ohne Klavier oder Cembalo
- Trio für Flöte, Viola und Harfe. 1951, Neufassung 1989.
- Streichquartett I. Bote & Bock, 1960.
- Streichquintett. Bote & Bock, 1967.
- Streichtrio. Bote & Bock, 1969/70.
- Giuoco degli flauti für 5 Flöten und Schlagzeug, 1974.
- Streichquartett II. Bote & Bock, 1975.
- Antiphonen für Oboeninstrumente und Orgel. Bote & Bock, 1976.
- Sonatina per Violino e Contrabasso. Bote & Bock, 1976.
- Streichquartett III. Bote & Bock, 1977.
- Movimenti – Duo für Violine und Violoncello. Bote & Bock, 1985.
- Rondo sereno (1980), Fassung für Violine und Viola. Bote & Bock, 1987.
- Oktett für Streicher. 1988.
- Sonata per quattro archi. Bote & Bock, 1989.
- Ballata notturna – Streichsextett. Bote & Bock, 1990.
- Rondo sereno für Violoncello und Contrabaß. Bote & Bock, 1990.
- Fantasie über das Magnificat für Violine solo. Bote & Bock, 1990.
- Streichquartett IV. Bote & Bock, 1984, Neufassung 1991.
- La Danza – Studie für Contrabaß solo. Bote & Bock, 1991.
- Sonate für Bratsche und Harfe. Bote & Bock, 1992.
- Preludio, Presto e Pezzo variato für Violoncello solo. Bote & Bock, ohne Zeitangabe.

#### Kammermusik mit Klavier oder Cembalo
- Sonata alla toccata für Klavier. Bote & Bock, 1957/1971.
- Quintett für Flöte, Oboe, Violine, Fagott und Cembalo. Mannheimer Musik Verlag, 1958.
- Sonate für Flöte und Klavier. 1958.
- Sonate für Klavier vierhändig. Bärenreiter/Alkor, 1959.
- Konzertante Sonate für 17 Soloinstrumente. Bärenreiter/Alkor, 1959.
- Dialoge für Klavier, Violine und Violoncello. Bote & Bock, 1960.
- Musik für zwei Klaviere. Bote & Bock, 1967.
- Elemente zu einer Sonate für Violoncello und Klavier. Bote & Bock, 1973.
- Sonata lirica für Violine und Klavier. Bote & Bock, 1983.
- Vier Versuche für Tasteninstrumente. Bärenreiter, 1985.
- Tim Finnigan's Wake – für Oboe und Klavier. Bote & Bock, 1987.

### Buchveröffentlichungen
- Neue Musik seit 1945. Reclam, Stuttgart 1972; 3., erweiterte Auflage ebenda 1983, ISBN 3-15-010203-0.
- Johann Sebastian Bachs Kammermusik: Voraussetzungen, Analysen, Einzelwerke. Stuttgart 1981, ISBN 3-15-010298-7 (auch in englischer und spanischer Übersetzung).